# Ewald Kaiser
Ewald Kaiser (* 25. Mai 1905 in Dessau; † 10. Dezember 1992 in Berlin) war ein deutscher kommunistischer Politiker und Funktionär. Zeitweise war Kaiser einer der führenden Funktionäre des Kommunistischen Jugendverbands Deutschlands (KJVD) und preußischer Landtagsabgeordneter für die KPD. Nach dem Zweiten Weltkrieg war Kaiser anfangs einer der führenden Parteifunktionäre in der KPD Nordrhein-Westfalens und vertrat diese mehrere Jahre als Landtagsabgeordneter. Anfang der 1950er Jahre fiel er den Parteisäuberungen der SED zum Opfer und verbrachte den Rest seines Lebens nach seiner Inhaftierung in der DDR.

## Leben

### 1905–1945
Kaiser wurde 1905 als Sohn eines Buchbinders geboren. Der Vater, Sozialdemokrat, emigrierte 1913 nach England, da gegen ihn ein Verfahren wegen Majestätsverbrechen eingeleitet worden war. In der Abwesenheit des Vaters musste die Mutter für den Lebensunterhalt sorgen, zusätzlich trug auch schon der Sohn Ewald durch Brötchenaustragen zum Verdienst der Familie mit bei. Als der Vater 1918 nach Deutschland zurückkehrte, war er an Tuberkulose erkrankt und starb noch im selben Jahr. Kaiser erlernte nach dem Besuch der Mittelschule den Beruf des Schriftsetzers, wurde aber nach der Lehre arbeitslos. In der Folge hielt er sich mit Gelegenheitstätigkeiten wie Bote, Hilfsarbeiter oder Bürogehilfe über Wasser. Ab 1924 ging Kaiser mit einem Freund quer durch Deutschland auf die Walz. Dabei lernte er in Herne seine später Frau Sophie kennen und wurde dort sesshaft. In der von Steinkohlezechen geprägten Stadt im Ruhrgebiet arbeitete Kaiser ab 1928 zunächst als Bergmann, später Straßenkehrer und schließlich bis 1932 als Müllfahrer. Im städtischen Fuhrpark der Stadt Herne agierte er in dieser Phase zeitweise als gewählter Betriebsrat.
Ab 1919 war Kaiser gewerkschaftlich engagiert, ab 1920 Mitglied der Sozialistischen Arbeiterjugend, später dann im Kommunistischen Jugendverband (KJVD). Bereits 1922 geriet Kaiser wegen seiner KVJD-Mitgliedschaft mit dem Gesetz in Konflikt und verbüßte acht Monate Haft in der Strafanstalt Coswig. 1924 trat er in die KPD ein und war zeitweise Mitglied der KPD-Unterbezirksleitung Dessau. Innerhalb des KVJD war Kaiser zunächst 1925/1926 Mitglied der KJVD-Bezirksleitung Magdeburg-Anhalt. Als ihn die Walz ins Ruhrgebiet verschlug, wurde der erprobte Funktionär zunächst 1927 Mitglied der KVJD-Bezirksleitung Bochum, nach seiner Sesshaftwerdung in Herne 1929 Mitglied der KVJD-Bezirksleitung Ruhr. Im selben Jahr wurde Kaiser auch Mitglied der KPD-Bezirksleitung Ruhr. Ab 1932 fungierte er als 1. Sekretär des KJVD-Bezirksverbandes Ruhrgebiet und war damit hauptamtlicher Funktionär der Jugendorganisation der KPD. Zugleich war er ab 1932 Sekretär der KPD-Unterbezirksleitung in Rheine. Bei den preußischen Landtagswahlen 1932 wurde Kaiser als eines der jüngsten Mitglieder in den preußischen Landtag als KPD-Abgeordneter gewählt. Im Sommer 1932 besuchte Kaiser die Reichsparteischule der KPD „Rosa Luxemburg“. Ebenfalls 1932 kandidierte Kaiser erfolglos für ein Reichstagsmandat. Für die Partei versuchte er als „Kandidat der Jugend“ in verschiedenen Städten vor allem Jungwähler anzusprechen, zumal er seit August 1932 dem Zentralkomitee des KJVD angehörte. Nach der Verordnung des Reichspräsidenten zum Schutz von Volk und Staat, die quasi einem Verbot der KPD und ihrer anhängigen Organisationen gleichkam und umfangreiche Verhaftungen von kommunistischen Funktionären nach sich zogen, übernahm der 27-jährige Kaiser ab April 1933 für kurze Zeit die Inlandsleitung des KJVD.
Am 17. Februar 1934 wurde Kaiser in Berlin von der Gestapo verhaftet und bei ihm geheimes Material sichergestellt. Nachdem die Gestapo Kaiser unter Druck gesetzt hatte, musste er Karl Schirdewan, damals ebenfalls hochrangiger Funktionär des KJVD, zu einem Treffen im Hamburger Hauptbahnhof bestellen, wo Schirdewan ebenfalls verhaftet wurde. Kaiser selbst wurde am 10. Mai 1935 vom Volksgerichtshof wegen „Vorbereitung zum Hochverrat“ zu zehn Jahren Zuchthaus verurteilt. Als er im März 1944 nach Strafende regulär entlassen werden sollte, wurde er von der Gestapo in das KZ Sachsenhausen verbracht. Durch die Beziehungen anderer Mithäftlinge erhielt er eine Funktion im Büro des Arbeitskräfteeinsatzes und konnte so das KZ überleben. Im April 1945 wurde er zu einem der berüchtigten Todesmärsche eingeteilt. Bei Schwerin wurde er Anfang Mai 1945 wohl von amerikanischen Truppen befreit.

### Nach 1945
Nach seiner Befreiung wurde Kaiser zunächst einer Befragung des ZK der KPD unterzogen und anschließend im Juni 1945 wieder in seine Wahlheimat Herne zurückgeschickt, um dort die KPD-Bezirksleitung Ruhr wieder mit aufzubauen. In Herne gehörte er für einige Zeit als Nachrücker der KPD-Fraktion dem von der britischen Militärregierung ernannten Stadtausschuss, der bis zum 11. Dezember 1945 existierte, an.
Ab 1946 war er Mitglied KPD-Landesleitung Nordrhein-Westfalen in Düsseldorf und fungierte dort zunächst als Orgsekretär, später als Sekretär für Propaganda. Aufgrund dieser Funktion benannte ihn die KPD auch als Mitglied des Provinzialrates für die Westfalen, der sich am 30. April 1946 konstituierte, aber auch nur an diesem Tag zusammentrat. Als sich der Ernannte Landtag des neu gegründeten Landes Nordrhein-Westfalen auf Betreiben der britischen Militärregierung am 5. Oktober 1946 konstituierte, gehörte auch Ewald Kaiser als Vertreter der KPD zu dessen Mitgliedern. Auch nach der Umbildung des ernannten Landtages am 29. November 1946 gehörte Kaiser weiterhin diesem Gremium an.
Bei der ersten Landtagswahl am 20. April 1947 zog Kaiser über die Landesliste der KPD in den ersten ordentlich gewählten Landtag von Nordrhein-Westfalen ein. Bei ersten Landtagssitzung wurde er zum Vizepräsidenten des Landtages gewählt und hatte dieses Amt bis zum Juli 1948 inne. Auch bei der zweiten Landtagswahl am 16. Juni 1950 kandidierte Kaiser erneut für die KPD und zog als einer von 12 Abgeordneten erneut in den Landtag ein. Offiziell schied Kaiser am 25. April 1953 aus dem Landtag aus.

### Opfer der Parteisäuberung
Allerdings gab es bereits seit 1948 schon massive innerparteiliche Schwierigkeiten und Machtkämpfe. Die von der Westkommission der SED maßgeblich beeinflusste KPD wurde personell mehr und mehr umgestaltet. Junge, an Parteischulen der SED ausgebildete Instrukteure sollten die alten kommunistischen Funktionäre, die schon in der Weimarer Zeit Parteifunktionen innehatten, ablösen. Zudem begann auch innerhalb der KPD eine Säuberungswelle gegen Parteimitglieder, die diversen, angeblich abweichlerischen Meinungen nachhingen. Kaiser selbst hatte vor allem Probleme mit Stalins Umgang mit dem eigenständigen Weg der jugoslawischen Kommunisten unter Tito. Schnell wurde er parteiintern als Titoist verschrien und in der regionalen Parteipresse verleumdet. Innerhalb der KPD-Landesleitung wurde er seiner Funktionen enthoben und auf den Posten des Verantwortlichen für Schulungsarbeit abgeschoben.
Die Unstimmigkeiten innerhalb der Partei und die Auseinandersetzung um Kaisers Parteilinie gipfelten in einem Ruf nach Berlin, wo er vor dem Zentralkomitee der SED Bericht erstatten sollte. Allerdings wurde Kaiser im Juni 1951 von Mitarbeitern des Ministeriums für Staatssicherheit verhaftet und in die UHA Hohenschönhausen gebracht. Nach Befragungen durch die Zentrale Parteikontrollkommission (ZPKK) der SED wurde er im August 1952 vor dem Berliner Landgericht wegen Verbrechens und Vergehens gegen das Kontrollratsgesetz Nr. 10 zu 5 Jahren Haft verurteilt und aus der SED ausgeschlossen.
Kaisers Ehefrau Sophie wurde seit der Verhaftung ihres Mannes über 20 Monate im Unklaren gelassen, selbst von den Funktionären im KPD-Landesvorstand Nordrhein-Westfalen. Erst ein Gesprächstermin beim Chef der ZPKK Hermann Matern brachte ihr Klarheit über das Schicksal ihres Mannes. In der Folge unternahm Sophie Kaiser Anstrengungen, mit ihrer Mutter und ihrem Sohn in die DDR überzusiedeln. Sie erhielt letztlich eine Wohnung und Anstellung in Leipzig.

### Weiteres Leben in der DDR
1954 wurde Kaiser vorzeitig entlassen und er erhielt eine Anstellung als Arbeiter in einem volkseigenen Textilbetrieb in Burg. Nachdem seine Frau in Leipzig wohnhaft war, durfte er die Arbeitsstelle wechseln und wirkte ab 1955 für einige Zeit als  Materialverbrauchsnormer im VEB Damenbekleidungswerk Leipzig. Im Zuge der Entstalinisierung wurde Kaiser während der großen Rehabilitierungskampagne 1956 wieder in die SED aufgenommen. 1958 erhielt Kaiser durch die Vermittlung eines Genossen, den er aus der Zeit der illegalen Parteiarbeit kannte, eine Arbeitsstelle beim Deutschlandsender in Berlin, wo er fortan als Mitarbeiter tätig war. Dort produzierte er Sendungen im Auftrag der KPD für die Bundesrepublik. Während des Prager Frühlings agierte Kaiser im Sommer 1968 als Mitarbeiter des in Dresden stationierten Propaganda-Senders »Moldau«, der vor allem in die Tschechoslowakei sendete. Kurz darauf ging Kaiser in Rente.
Kaiser lebte später bis zu seinem Tod mit seiner Frau Sophie in einem Altersheim für ehemalige SED-Funktionäre, zuletzt war er fast blind und gehbehindert.

## Ehrungen
- 1980  Ehrenspange zum Vaterländischen Verdienstorden in Gold.[1]